# Mundus vult decipi, ergo decipiatur
Mundus vult decipi, ergo decipiatur (łac. „świat chce być oszukiwany, więc niech będzie oszukiwany”) – sentencja łacińska, mylnie przypisywana Petroniuszowi.